# Мајкл Колинс (ирски вођа)
Мајкл Колинс (ир. Míċeál Ó Coileáin, енгл. Michael Collins; 16. октобар 1890 — 22. август 1922) је био ирски револуционарни вођа, министар финансија, члан првог ирског парламента 1919, директор обавештајне службе ИРА, као и члан ирске делегације током енглеско-ирских преговора. Поред тога, био је председавајући привремене владе Северне Ирске и врховни командант Ирске армије. Такође је био барем од 1919. године председник Ирског републиканског братства, као и председник Ирске републике. Колинс је био убијен у атентату који је на њега извршен 22. августа 1922. године.